# Bodön, Luleå kommun
Bodön är en bebyggelse norr om Luleå vid Kråknässundet där sjön Furufjärden rinner ut i havet. Från 2015 avgränsar SCB här en småort.